# Patsy Cline
Patsy Cline, egentlig Virginia Patterson Hensley (8. september 1932 i Winchester, Virginia, USA – 5. marts 1963, i en flyulykke) var en amerikansk countrysanger.
Hun fik sin første kontrakt som countrysanger i 1953 og, til trods for sit korte liv, opnåede hun at blive en af de mest indflydelsesrige sangere i amerikansk populærmusik.
Cline fik sit efternavn efter sin første ægtemand, Gerald Cline, som hun var gift med i perioden 1953 til 1957. Samme år giftede hun sig med Charles Allen Dick. Sammen fik de datteren Julia Simadore Dick (1958-), nu kendt som Julie Fudge, og sønnen Allen Randolph "Randy" Dick (1961-). Hun har fået en stjerne på Hollywood Walk of Fame.
Blandt hendes slagere kan nævnes Willie Nelsons komposition "Crazy".